# Helmuth Markov
Helmut Markov (Lipsia, 5 giugno 1952) è un politico tedesco.

## Biografia
Cresciuto in Germania Est, dal 1973 fu esponente del Partito Socialista Unificato di Germania, dopo la riunificazione tedesca ha aderito al Partito del Socialismo Democratico. Dal 1990 al 1999 è stato membro del parlamento regionale del Brandeburgo.
Candidato alle elezioni europee del 1999, viene eletto europarlamentare, riconfermando il suo seggio anche alle elezioni del 2004, per la VI legislatura fino al 2009. Dal 2007 confluisce con il resto della PDS in Die Linke.
Nel novembre 2009 viene nominato ministro regionale delle finanze e vicepresidente dello stato del Brandeburgo, nella gabinetto presieduto da Matthias Platzeck, divenendo così il primo ministro delle finanze di uno stato tedesco a essere esponente di Die Linke. Viene confermato nel ruolo di vicepresidente del Brandeburgo anche nel 2013, nel gabinetto presieduto da Dietmar Woidke, fino al novembre 2014. Nel successivo gabinetto Woidke ricopre il ruolo di ministro regionale con deleghe alla Giustizia, Europa e tutela dei consumatori, rimanendo in carica fino all'aprile 2016.